# Меминген
Меминген град је у њемачкој савезној држави Баварска. Посједује регионалну шифру (AGS) 9764000.

## Географски и демографски подаци
Град се налази на надморској висини од 601 метра. Површина града износи 70,2 km². У самом мјесту је, према процјени из 2010. године, живјело 41.050 становника. Просјечна густина становништва износи 585 становника/km².

## Међународна сарадња
| Мјесто     | Држава    | Врста сарадње | Од    |
| ---------- | --------- | ------------- | ----- |
| Глендејл   | САД       | партнерство   | 1976. |
| Терамо     | Италија   | партнерство   | 1986. |
| Колмар     | Француска | контакт       | 1960. |
| Ош         | Француска | пријатељство  | 1982. |
| Лицелсдорф | Аустрија  | контакт       | 1983. |
| Извор      |           |               |       |